# Asociación Colombiana de las Micro, Pequeñas y Medianas Empresas
La Asociación Colombiana de las Micro, Pequeñas y Medianas Empresas (ACOPI) es una organización de alcance nacional fundada en la ciudad de Bogotá, el 24 de agosto de 1952.
Uno de los principales objetivos de la organización, es impulsar, establecer y mantener convenios con empresas de diversos sectores.

## Historia
La Asociación Colombiana de las Micro, Pequeñas y Medianas Empresas (ACOPI) fue fundada en 1952, debido a una serie de problemas que afrontaban todos los industriales, comerciantes y empresarios de Colombia. En un principio, se creó una junta directiva con funcionarios altamente reconocidos con conocimientos y manejos en temas públicos, esto permitió un avance significativo en varios ámbitos. A raíz de esto, creó una alianza con el Banco Popular, con el fin de solucionar diversos problemas de créditos.
Con el transcurrir de los años, la organización creció en todas sus áreas, hasta el punto de llegar a obtener el reconocimiento a nivel nacional como una entidad estable. Posee más de 10 000 afiliados.

## Seccionales
Como organización de alcance nacional, posee varias secciones a lo largo de todo el territorio colombiano.
- Sede Antioquia
- Sede Atlántico
- Sede Bogotá
- Sede Bolívar
- Sede Caldas
- Sede Cauca
- Sede Centro Occidente
- Sede Nariño
- Sede Norte de Santander
- Sede Tolima
- Sede Valle